# Q Centauri
Q Centauri (Q Cen) é uma estrela binária na constelação de Centaurus. Tem uma magnitude aparente visual combinada de 5,01, sendo visível a olho nu em locais com pouca poluição luminosa. De acordo com medições de paralaxe, está localizada a aproximadamente 283 anos-luz (87 parsecs) da Terra.
O componente primário do sistema, com uma magnitude aparente de 5,24, é uma estrela de classe B da sequência principal com um tipo espectral de B8.5Vn, em que a notação 'n' indica que suas linhas de absorção estão largas e nebulosas devido a uma alta velocidade de rotação, de mais de 290 km/s. Tem uma massa próxima de 3,7 vezes a massa solar e uma idade provável na faixa de 130 a 150 milhões de anos, sendo estimado que já tenha passado por 62% do seu tempo de sequência principal. Seu raio é equivalente a 2,6 vezes o raio solar. Está irradiando de sua fotosfera 93 vezes a luminosidade solar a uma temperatura efetiva de 13 141 K.
Separada da primária por 5,497 segundos de arco, o componente secundário é uma estrela de classe A da sequência principal com um tipo espectral de A2.5Va. Sua magnitude aparente é igual a 6,63.